# Hornbæk

Hornbæk ligger på Nordsjälland och är ett fiskeläge i Helsingørs kommun, ca 12 km nordväst om Helsingør, Danmark, vid järnvägen Hornbækbanen. Hornbæk har 3 571 invånare (2017) och är känd för sina fashionabla sommarstugeområden och breda sandstränder, som lockar tusentals turister. Varje sommar besöker drygt 35 000 turister Hornbæk.
Klimatet är måttligt. Medeltemperaturen är 7 °C. Den varmaste månaden är augusti, med temperaturer på 16°C, och den kallaste är februari, med temperaturer på -2°C.
År 1870 upptäcktes Hornbæk av flera konstnärer som skildrade hans liv i sina verk. Konstnärer som Christian Zahrtmann, P. S. Krøyer, Carl Locher och Holger Drachmann bodde eller skapade sina målningar i staden.
Keramikern och konstnären Astrid Tjalk växte upp i Hornbæk och hade verkstad i staden från 1960 tills hon minskade sin verksamhet på 1980-talet.
Den berömda parfymören Zarko Almann Pavlov är född och uppvuxen i Hornbæk.
Hornbæk utgör den östra delen av tätorten Hornbæk-Dronningmølle. Den västra delen, Dronningmølle, ligger i Gribskovs kommun.